# Danh sách thiên thể NGC (5001-6000)
Đây là danh sách các thiên thể NGC 5001 – 6000 từ Danh mục chung mới về các tinh vân và cụm sao (NGC). Danh mục thiên văn bao gồm chủ yếu các quần tinh, tinh vân và thiên hà. Các đối tượng khác trong danh mục có thể được tìm thấy trong các trang con khác của danh sách các thiên thể NGC.
Thông tin về chòm sao trong các bảng này được lấy từ Danh mục chung mới về các tinh vân và cụm sao của Jjiko. LE Dreyer, được truy cập bằng "Dịch vụ VizieR". Các loại thiên hà được xác định bằng Cơ sở dữ liệu ngoài thiên hà của NASA / IPAC. Dữ liệu khác của các bảng này là từ Cơ sở dữ liệu thiên văn SIMBAD  trừ khi có quy định khác.

## 5001–5100
| Số NGC | Tên khác                         | Loại thiên thể                 | Chòm sao    | Xích kinh (J2000) | Xích vĩ (J2000) | Cấp sao biểu kiến |
| ------ | -------------------------------- | ------------------------------ | ----------- | ----------------- | --------------- | ----------------- |
| 5001   |                                  | Thiên hà xoắn ốc               | Đại Hùng    | 13h 09m 33.5s     | +53° 29′ 38″    | 14.6              |
| 5002   |                                  | Thiên hà vô định hình          | Lạp Khuyển  | 13h 10m 38.3s     | +36° 38′ 03″    | 14.7              |
| 5003   |                                  | Thiên hà xoắn ốc               | Lạp Khuyển  | 13h 08m 37.9s     | +43° 44′ 15″    | 15.3              |
| 5004   |                                  | Thiên hà hình hạt đậu          | Hậu Phát    | 13h 11m 01.7s     | +29° 38′ 11″    | 14.3              |
| 5005   |                                  | Thiên hà xoắn ốc               | Lạp Khuyển  | 13h 10m 56.3s     | +37° 03′ 30″    | 10.6              |
| 5006   |                                  | Thiên hà hình hạt đậu          | Thất Nữ     | 13h 11m 46s       | −19° 15′ 41″    | 12.4              |
| 5007   |                                  | Thiên hà elip                  | Đại Hùng    | 13h 9m 4s         | 62° 10′ 31″     | 13.3              |
| 5008   |                                  | Thiên hà xoắn ốc có thanh chắn | Mục Phu     | 14h 10m 57s       | 25° 29′ 47″     | 13.4              |
| 5009   |                                  | Thiên hà xoắn ốc có thanh chắn | Lạp Khuyển  | 13h 10m 47s       | 50° 5′ 35″      | 14.5              |
| 5010   |                                  | Thiên hà hình hạt đậu          | Thất Nữ     | 13h 12m 26.4s     | −15° 47′ 52″    | 14.4              |
| 5023   |                                  | Thiên hà xoắn ốc               | Lạp Khuyển  | 13h 12m 11.8s     | +44° 02′ 17″    | 12.82             |
| 5024   | Messier 53                       | Cụm sao cầu                    | Hậu Phát    | 13h 12m 55.3s     | +18° 10′ 09″    | 9.0               |
| 5033   |                                  | Thiên hà xoắn ốc               | Lạp Khuyển  | 13h 13m 27.6s     | +36° 35′ 37″    | 10.9              |
| 5055   | Messier 63; Thiên hà Hướng Dương | Thiên hà xoắn ốc               | Lạp Khuyển  | 13h 15m 49.3s     | +42° 01′ 47″    | 9.7               |
| 5068   |                                  | Thiên hà xoắn ốc               | Thất Nữ     | 13h 18m 55.2s     | −21° 02′ 21″    | 10.5              |
| 5078   |                                  | Thiên hà xoắn ốc               | Trường Xà   | 13h 19m 50.2s     | −27° 24′ 35″    | 11.5              |
| 5087   |                                  | Thiên hà elip                  | Thất Nữ     | 13h 20m 25.2s     | −20° 36′ 37″    | 13                |
| 5090   |                                  | Thiên hà elip                  | Bán Nhân Mã | 13h 21m 12.8s     | −43° 42′ 16″    | 12.6              |
| 5091   |                                  | Thiên hà xoắn ốc               | Bán Nhân Mã | 13h 21m 18.5s     | −43° 43′ 19″    | 14.5              |
| 5100   |                                  | Tương tác thiên hà             | Thất Nữ     | 13h 21m 00.6s     | +08° 58′ 40″    | 15.1              |

## 5101–5200
| Số NGC | Tên khác                        | Loại thiên thể        | Chòm sao    | Xích kinh (J2000) | Xích vĩ (J2000) | Cấp sao biểu kiến |
| ------ | ------------------------------- | --------------------- | ----------- | ----------------- | --------------- | ----------------- |
| 5101   |                                 | Thiên hà xoắn ốc      | Trường Xà   | 13h 21m 46.6s     | −27° 25′ 53″    | 11.5              |
| 5102   |                                 | Thiên hà hình hạt đậu | Bán Nhân Mã | 13h 21m 57.8s     | −36° 37′ 47″    | 10.4              |
| 5112   |                                 | Thiên hà xoắn ốc      | Lạp Khuyển  | 13h 21m 56.7s     | +38° 44′ 07″    | 12.5              |
| 5128   | Centaurus A                     | Thiên hà hình hạt đậu | Bán Nhân Mã | 13h 25m 27.6s     | −43° 01′ 09″    | 8.0               |
| 5139   | Omega Centauri                  | Cụm sao cầu           | Bán Nhân Mã | 13h 26m 45.9s     | −47° 28′ 37″    | 6.1               |
| 5161   |                                 | Thiên hà xoắn ốc      | Bán Nhân Mã | 13h 29m 14.0s     | −33° 10′ 30″    | 12.0              |
| 5164   |                                 | Thiên hà xoắn ốc      | Đại Hùng    | 13h 27m 12.1s     | +55° 29′ 13″    | 14.6              |
| 5170   |                                 | Thiên hà xoắn ốc      | Thất Nữ     | 13h 29m 48.9s     | −17° 57′ 59″    | 11.9              |
| 5189   | Gum 47                          | Tinh vân hành tinh    | Thương Dăng | 13h 33m 33.0s     | −65° 58′ 27″    | 14.1              |
| 5194   | Messier 51a; Thiên hà Xoáy Nước | Thiên hà xoắn ốc      | Lạp Khuyển  | 13h 29m 52.4s     | +47° 11′ 41″    | 8.8               |
| 5195   | Messier 51b                     | Tương tác thiên hà    | Lạp Khuyển  | 13h 29m 59.2s     | +47° 16′ 05″    | 10.6              |

## 5201–5300
| Số NGC | Tên khác                                  | Loại thiên thể        | Chòm sao    | Xích kinh (J2000) | Xích vĩ (J2000) | Cấp sao biểu kiến |
| ------ | ----------------------------------------- | --------------------- | ----------- | ----------------- | --------------- | ----------------- |
| 5229   |                                           | Thiên hà xoắn ốc      | Lạp Khuyển  | 13h 34m 02.9s     | +44° 02′ 17″    | 14.3              |
| 5236   | Messier 83; Thiên hà Chong Chóng phía Nam | Thiên hà xoắn ốc      | Trường Xà   | 13h 37m 00.8s     | −29° 51′ 59″    | 8.5               |
| 5247   |                                           | Thiên hà xoắn ốc      | Thất Nữ     | 13h 38m 02.6s     | −17° 53′ 01″    | 11                |
| 5253   |                                           | Thiên hà vô định hình | Bán Nhân Mã | 13h 39m 55.9s     | −31° 38′ 24″    | 11.0              |
| 5256   |                                           | Thiên hà đĩa          | Đại Hùng    | 13h 38m 17.5s     | +48° 16′ 37″    | 12.69             |
| 5272   | Messier 3                                 | Cụm sao cầu           | Lạp Khuyển  | 13h 42m 11.2s     | +28° 22′ 32″    | 6.2               |
| 5291   |                                           | Tương tác thiên hà    | Bán Nhân Mã | 13h 47m 24.4s     | −30° 24′ 28″    | 14.2              |
| 5300   |                                           | Thiên hà xoắn ốc      | Thất Nữ     | 13h 48m 16.1s     | +03° 57′ 02″    | 13.7              |

## 5301–5400
| Số NGC | Tên khác | Loại thiên thể        | Chòm sao    | Xích kinh (J2000) | Xích vĩ (J2000) | Cấp sao biểu kiến |
| ------ | -------- | --------------------- | ----------- | ----------------- | --------------- | ----------------- |
| 5307   |          | Tinh vân hành tinh    | Bán Nhân Mã | 13h 51m 03.3s     | −51° 12′ 21″    | 11.5              |
| 5315   |          | Tinh vân hành tinh    | Viên Quy    | 13h 53m 57.0s     | −66° 30′ 51″    | 14.6              |
| 5334   |          | Thiên hà xoắn ốc      | Thất Nữ     | 13h 52m 54.5s     | −01° 06′ 52″    | 13.7              |
| 5364   |          | Thiên hà xoắn ốc      | Thất Nữ     | 13h 56m 12.1s     | +05° 00′ 53″    | 13.2              |
| 5371   |          | Thiên hà xoắn ốc      | Lạp Khuyển  | 13h 55m 40.0s     | +40° 27′ 43″    | 11.5              |
| 5395   |          | Thiên hà xoắn ốc      | Lạp Khuyển  | 13h 58m 37s       | +37° 25′ 28″    | 12.48             |
| 5398   |          | Thiên hà vô định hình | Bán Nhân Mã | 14h 01m 21.0s     | −33° 03′ 42″    | 12.7              |

## 5401–5500
| Số NGC | Tên khác                                           | Loại thiên thể        | Chòm sao    | Xích kinh (J2000) | Xích vĩ (J2000) | Cấp sao biểu kiến |
| ------ | -------------------------------------------------- | --------------------- | ----------- | ----------------- | --------------- | ----------------- |
| 5408   |                                                    | Thiên hà vô định hình | Bán Nhân Mã | 14h 03m 21.0s     | −41° 22′ 44″    | 14.0              |
| 5457   | Messier 101; Thiên hà Chong Chóng (Messier 102(?)) | Thiên hà xoắn ốc      | Đại Hùng    | 14h 03m 12.5s     | +54° 20′ 53″    | 8.7               |
| 5466   |                                                    | Cụm sao cầu           | Mục Phu     | 14h 05m 27.4s     | +28° 32′ 04″    | 10.5              |
| 5470   |                                                    | Thiên hà xoắn ốc      | Thất Nữ     | 14h 05m 31.9s     | +06° 01′ 45″    | 13.6              |
| 5474   |                                                    | Thiên hà xoắn ốc      | Đại Hùng    | 14h 05m 01.5s     | +53° 39′ 45″    | 11.9              |
| 5477   |                                                    | Thiên hà vô định hình | Đại Hùng    | 14h 05m 33.1s     | +54° 27′ 40″    | 14.5              |

## 5501–5600
| Số NGC | Tên khác | Loại thiên thể               | Chòm sao | Xích kinh (J2000) | Xích vĩ (J2000) | Cấp sao biểu kiến |
| ------ | -------- | ---------------------------- | -------- | ----------------- | --------------- | ----------------- |
| 5504   |          | Thiên hà xoắn ốc             | Mục Phu  | 14h 12m 15.8s     | +15° 50′ 33″    | 14.0              |
| 5529   |          | Thiên hà xoắn ốc             | Mục Phu  | 14h 15m 34s       | +36° 13′ 36″    | 12.8              |
| 5548   |          | Thiên hà xoắn ốc             | Mục Phu  | 14h 17m 59.7s     | +25° 08′ 13″    | 13.1              |
| 5587   |          | Thiên hà xoắn ốc             | Mục Phu  | 14h 22m 10.8s     | +13° 55′ 03″    | 14.0              |
| 5591   |          | Thiên hà xoắn ốc, bất thường | Mục Phu  | 14h 22m 33.3s     | +13° 43′ 02″    | 14.0              |
| 5600   |          | Thiên hà xoắn ốc             | Mục Phu  | 14h 23m 49.5s     | +14° 38′ 21″    | 12.7              |

## 5601–5700
| Số NGC | Tên khác    | Loại thiên thể                 | Chòm sao    | Xích kinh (J2000) | Xích vĩ (J2000) | Cấp sao biểu kiến |
| ------ | ----------- | ------------------------------ | ----------- | ----------------- | --------------- | ----------------- |
| 5609   |             | Thiên hà xoắn ốc               | Mục Phu     | 14° 23′ 48.3″     | +34h 50m 34s    | 15.7              |
| 5613   |             | Thiên hà hình hạt đậu          | Mục Phu     | 14° 24′ 05.962″   | +34h 53m 31.02s | 15.5              |
| 5614   |             | Thiên hà xoắn ốc               | Mục Phu     | 14° 24′ 07.591″   | +34h 51m 32.02s | 12.6              |
| 5615   |             | Thiên hà                       | Mục Phu     | 14° 24′ 06.4″     | +34h 51m 54s    | 17.8              |
| 5617   |             | Cụm sao mở                     | Bán Nhân Mã | 14° 29′ 44″       | −60h 42m 42s    | 6.3               |
| 5634   |             | Cụm sao cầu                    | Thất Nữ     | 14° 29′ 37.28″    | −05h 58m 35.1s  | 10.05             |
| 5640   |             | Thiên hà xoắn ốc               | Lộc Báo     | 14h 20m 40.8s     | +80° 07′ 23.2″  | 14.7              |
| 5643   |             | Thiên hà xoắn ốc trung gian    | Sài Lang    | 14° 32′ 40.7″     | −44h 10m 28s    | 10.7              |
| 5653   |             | Thiên hà xoắn ốc               | Mục Phu     | 14h 30m 10.6s     | +31° 12′ 54″    | 12.7              |
| 5662   |             | Cụm sao mở                     | Bán Nhân Mã | 14° 35′ 37″       | −56h 37m 06s    | 5.5               |
| 5665   |             | Thiên hà xoắn ốc               | Mục Phu     | 14° 32′ 25.796″   | +08h 04m 42.43s | 12.7              |
| 5668   |             | Thiên hà xoắn ốc               | Thất Nữ     | 14° 33′ 24.331″   | +04h 27m 01.75s |                   |
| 5676   |             | Thiên hà xoắn ốc               | Mục Phu     | 14° 32′ 46.8″     | +49h 27m 28s    | 12.3              |
| 5678   |             | Thiên hà xoắn ốc có thanh chắn | Thiên Long  | 14° 32′ 05″       | +57h 55m 17s    | 12.1              |
| 5694   | Caldwell 66 | Cụm sao cầu                    | Trường Xà   | 14° 39′ 36.5″     | −26h 32m 18.0s  | 10.2              |

## 5701–5800
| Số NGC | Tên khác | Loại thiên thể                 | Chòm sao   | Xích kinh (J2000) | Xích vĩ (J2000) | Cấp sao biểu kiến |
| ------ | -------- | ------------------------------ | ---------- | ----------------- | --------------- | ----------------- |
| 5705   |          | Thiên hà xoắn ốc               | Thất Nữ    | 14h 39m 49.6s     | −00° 43′ 08″    | 14.5              |
| 5713   |          | Thiên hà xoắn ốc               | Thất Nữ    | 14h 40m 11.5s     | −00° 17′ 25″    | 11.7              |
| 5714   |          | Thiên hà xoắn ốc               | Mục Phu    | 14° 38′ 11.54″    | +46h 38m 18.09s | 14.2              |
| 5728   |          | Thiên hà xoắn ốc có thanh chắn | Thiên Bình | 14° 42′ 23.89″    | −17h 15m 11.09s | 13.4              |
| 5746   |          | Thiên hà xoắn ốc có thanh chắn | Thất Nữ    | 14° 44′ 55.9″     | +01h 57m 18s    | 11.0              |
| 5749   |          | Cụm sao mở                     | Sài Lang   | 14° 48′ 54″       | −54h 29m 52s    | 8.8               |
| 5750   |          | Thiên hà xoắn ốc               | Thất Nữ    | 14h 46m 11.3s     | −00° 13′ 23″    | 13.1              |
| 5765   |          | Thiên hà Seyfert               | Thất Nữ    | 14h 50m 50.4s     | +05° 06′ 57″    | 14.6              |
| 5774   |          | Thiên hà xoắn ốc trung gian    | Thất Nữ    | 14h 53m 42.4s     | +03° 34′ 57.0″  | 12.3              |
| 5775   |          | Thiên hà xoắn ốc               | Thất Nữ    | 14° 53′ 57.65″    | +03h 32m 40.10s | 11.34             |
| 5777   |          | Thiên hà xoắn ốc               | Thiên Long | 14h 51m 18s       | +58° 58′ 39″    | 13.1              |
| 5792   |          | Thiên hà xoắn ốc có thanh chắn | Thiên Bình | 14° 58′ 22.7″     | −1h 07m 28s     | 12.1              |
| 5793   |          | Thiên hà Seyfert               | Thiên Bình | 14° 59′ 24″       | −16h 41m 36s    | 13.32             |

## 5801–5900
| Số NGC | Tên khác                       | Loại thiên thể                 | Chòm sao   | Xích kinh (J2000) | Xích vĩ (J2000) | Cấp sao biểu kiến |
| ------ | ------------------------------ | ------------------------------ | ---------- | ----------------- | --------------- | ----------------- |
| 5822   |                                | Cụm sao mở                     | Sài Lang   | 15h 04m           | −54° 24′        | 6.5               |
| 5823   |                                | Cụm sao mở                     | Viên Quy   | 15h 05m 44.8s     | −55° 37′ 30″    | 8.6               |
| 5824   |                                | Cụm sao cầu                    | Sài Lang   | 15h 03m 58.5s     | −33° 04′ 04″    | 10.3              |
| 5825   |                                | Thiên hà elip                  | Mục Phu    | 14h 54m 31.5s     | +18° 38′ 31″    | 15.6              |
| 5838   |                                | Thiên hà hình hạt đậu          | Thất Nữ    | 15h 05m 26.3s     | +02° 05′ 57″    | 12.1              |
| 5846   |                                | Thiên hà elip                  | Thất Nữ    | 15h 06m 29.4s     | +01° 36′ 19″    | 11.9              |
| 5850   |                                | Thiên hà xoắn ốc               | Thất Nữ    | 15h 07m 07.8s     | +01° 32′ 39″    | 13.6              |
| 5866   | Thiên hà Spindle (Messier 102) | Thiên hà hình hạt đậu          | Thiên Long | 15h 06m 29.5s     | +55° 45′ 47″    | 11.1              |
| 5877   |                                | Hệ thống ba sao                | Sài Lang   | 15h 12m 53.1s     | −04° 55′ 38″    |                   |
| 5879   |                                | Thiên hà xoắn ốc               | Thiên Long | 15h 09m 46.8s     | +57° 00′ 01″    | 12.4              |
| 5882   |                                | Tinh vân hành tinh             | Thiên Bình | 15h 16m 49.9s     | −45° 38′ 58″    | 11.9              |
| 5885   |                                | Thiên hà xoắn ốc có thanh chắn | Thiên Bình | 15h 15m 04.1s     | −10° 05′ 10.0″  | 11.7              |
| 5886   |                                | Thiên hà elip                  | Mục Phu    | 15h 12m 45.4s     | 41° 12′ 02″     | 14.0              |
| 5888   |                                | Thiên hà xoắn ốc có thanh chắn | Mục Phu    | 15h 13m 07.4s     | 41° 15′ 52″     | 13.4              |
| 5890   |                                | Thiên hà hình hạt đậu          | Thiên Bình | 15h 17m 51.1s     | 17° 35′ 19″     |                   |

## 5901–6000
| Số NGC | Tên khác                           | Loại thiên thể                 | Chòm sao     | Xích kinh (J2000) | Xích vĩ (J2000) | Cấp sao biểu kiến |
| ------ | ---------------------------------- | ------------------------------ | ------------ | ----------------- | --------------- | ----------------- |
| 5904   | Messier 5                          | Cụm sao cầu                    | Cự Xà        | 15h 18m 33.8s     | +02° 04′ 58″    | 7.3               |
| 5907   | Thiên hà Sống Dao Thiên hà Mãnh Vỡ | Thiên hà xoắn ốc               | Thiên Long   | 15° 15′ 53″       | +56h 19m 40s    | 11.1              |
| 5917   |                                    | Thiên hà xoắn ốc               | Thiên Bình   | 15° 21′ 32.56″    | −07h 22m 37.65s | 13.7              |
| 5921   |                                    | Thiên hà xoắn ốc có thanh chắn | Cự Xà        | 15° 21′ 56.5″     | +05h 04m 14s    | 11.5              |
| 5925   |                                    | Cụm sao mở                     | Củ Xích      | 15° 27′ 26.6″     | −54h 32m 04s    | 8.4               |
| 5927   |                                    | Cụm sao cầu                    | Sài Lang     | 15° 28′ 00.69″    | −50h 40m 22.9s  | 8.86              |
| 5929   |                                    | Thiên hà Seyfert               | Mục Phu      | 15° 26′ 07.987″   | +41h 40m 33.92s | 14.0              |
| 5930   |                                    | Thiên hà bùng nổ sao           | Mục Phu      | 15° 26′ 07.987″   | +41h 40m 33.92s | 12.2              |
| 5949   |                                    | Thiên hà lùn                   | Thiên Long   | 15° 28′ 0.67″     | +64h 45m 47.35s | 12.7              |
| 5962   |                                    | Thiên hà xoắn ốc               | Cự Xà        | 15h 36m 31.8s     | +16° 36′ 28″    | 12.2              |
| 5964   |                                    | Thiên hà xoắn ốc               | Cự Xà        | 15h 37m 36.4s     | +05° 58′ 25″    | 14.2              |
| 5965   |                                    | Thiên hà xoắn ốc               | Thiên Long   | 15° 34′ 02.5″     | +56h 41m 08s    | 11.9              |
| 5979   |                                    | Tinh vân hành tinh             | Nam Tam Giác | 15° 47′ 41″       | −61h 13m 05s    | 12.1              |
| 5986   |                                    | Cụm sao cầu                    | Sài Lang     | 15h 46m 03.4s     | −37° 47′ 10″    | 9.1               |
| 6000   | PGC 56145                          | Thiên hà xoắn ốc có thanh chắn | Thiên Yết    | 15h 49m 49.5s     | −29° 23′ 13″    | 11.27 +/- 0.09    |